# Apalačské jaro (balet)
Apalačské jaro je balet amerického skladatele Aarona Coplanda, který měl premiéru 30. října 1944 v Library of Congress ve Washingtonu.

## Vznik díla
O vytvoření hudby k baletu byl Copland požádán roku 1942 choreografkou a významnou představitelkou výrazového tance Marthou Grahamovou (1894–1991). Dílo financovala nadace mecenášky Elizabeth Sprague Coolidgeové (1864–1953). Název díla je převzat z verše básně the Dance Harta Cranea (1899–1923) z jeho sbírky The Bridge.

## Děj baletu
Děj baletu se točí kolem příběhu amerických přistěhovalců, kteří si budovali v nové zemi své vlastní osady. V baletu vystupuje manželský pár, sousedka a kazatel. Balet je možné chápat jako jakousi oslavu lásky, mateřství a venkovského života.

## Zajímavost
V sedmé části baletu vytvořil Copland variace na píseň Simple Gifts (Prosté dary) z roku 1848, považovanou za jakousi hymnu amerických shakerů – křesťanské sekty (Společnost věřících v Kristův druhý příchod).

## Ocenění
Za hudbu k baletu získal Copland v roce 1945 Pulitzerovu cenu.

## Orchestrární suita
Z podnětu dirigenta Artura Rodzińského vytvořil Copland v roce 1945 z hudby baletu orchestrární suitu, která byla poprvé provedena 4. října 1945 v New Yorku. V Praze tato hudba poprvé zazněla v podání České filharmonie v roce 1947 v nastudování Richarda Korna, třikrát v roce 2001 s dirigentem Tomášem Hanusem a naposledy v červnu 2022 pod taktovkou amerického dirigenta Michaela Tilsona Thomase.